# Raegan Revord
Raegan Revord (n. 3 ianuarie 2008, San Diego, California, SUA) este o tânără actriță americană, care s-a remarcat prin participarea la serialul Tânărul Sheldon cu rolul Missy Cooper, sora geamănă a lui Sheldon Cooper. Serialul a început în anul 2017 și se va termina în anul 2024.
Raegan Revord mai este cunoscută pentru rolurile din:
- Wish Upon, ca Young Claire
- Modern family, ca Megan
- Grace and Frankie, ca Little Girl
- Alexa & Katie, ca Ainsley
- The price is right
- W/ Bob & David, ca fiica lui Greg
- Teachers, ca Melinda
- Stray, ca Zoe Ackert
- Steve
- I see you, ca Amy
- The talk
- Entertanment tonight